# Liste der Werke von Michel van der Aa
Diese Liste enthält chronologisch die Werke des niederländischen Komponisten Michel van der Aa. Sie enthält Informationen zu Besetzung, Entstehungszeit und Premierendaten.

## Entstehungszeit bis 2000
- Auburn für Gitarre und Soundtrack, Uraufführung am 18. Juli 1994 im Schouwburg Odeon in Zwolle in den Niederlanden durch den Gitarristen Reinhold Westerheide
- Now [in fragments] für Sopran, Klarinette, Violoncello und Soundtrack. Auftragswerk der Richard Alston Dance Company. Zusammenarbeit mit dem Choreographen Ben Wright. Für drei Musiker und 6 Tänzer. Uraufführung im The Place Theatre London mit der Sopranistin Melanie Pappenheim, der Cellistin Sophie Harris und dem Klarinettisten Roger Heaton
- Oog [Auge] für Violoncello und Soundtrack, komponiert 1995. Uraufgeführt am 18. Januar 1996 mit der Cellistin Justa de Jong in De IJsbreker in Amsterdam
- Staring at the Space für Kammerorchester. Auftragswerk des Norrköping Symphony Orchestra. Uraufführung mit dem Norrköping Symphony Orchestra und der Östgöta Dance Company am 12. April 1996 im Koserthus in Norrköping
- Span für Instrumentalensemble und Soundtrack, Auftragswerk der niederländischen Rundfunkgesellschaft VPRO und dem Fonds voor de Scheppende Toonkunst, Uraufführung am 26. Januar 1997 mit Combustion Chamber unter der Leitung von Rutger van Leijden in der Sensung Reiziger in Muziek beim niederländischen Fernsehsender Ned3
- Double für Violine und (präpariertem) Klavier, Uraufführung am 16. Mai 1997 mit der Violinistin Maria del Mar Escarabajal und der Pianistin Tatiana Koleva im Arnold Schönbergzaal in Den Haag
- Wake für Schlagzeugduo, Auftragswerk des Fonds voor de Scheppende Toonkunst, Uraufführung am 12. Dezember 1997 mit der Percussiongroup The Hague in De IJsbreker in Amsterdam
- Between für Schlagzeugquartett und Soundtrack, Uraufführung am 14. März 1998 mit der Percussiongroup The Hague unter Leitung von Micha Hamel in Hal 4in Rotterdam. Michel van der Aa erhielt für das Werk 1999 den International Gaudeamus Prize
- Quadrivial für Flöte, Violine, Violoncello und Klavier, Auftragswerk des Pärlor för Svin Ensemble, Uraufführung mit dem Ensemble in Stockholm am 1. April 1998
- Faust für Instrumentalensemble und Soundtrack. Auftragswerk des New National Theatre, Tokyo. Es ist ein großes Werk für Tanztheater für Schauspieler, Tänzer und Musiker, basieren auf Faust I und Faust II von Johann Wolfgang von Goethe. horeographie von Kazuko Hirabayashi. Uraufführung am 26. Februar 1999 am New National Theatre in Tokio
- Caprice für Violine solo, Auftragswerk des Theatre Lantaren/Venster Rotterdam, geschrieben für den Gaudeamus Interpreters Contest 1999, Uraufführung am 17. Oktober 1999 im Lantaren Venster Theater in Rotterdam durch Joris van Rijn, 2005 eingespielt von Joris van Rijn auf der CD 24 Capriccios für Violin solo beim Label NM Classics
- Dreizehn elektronische Einlagen zur Oper Writing to Vermeer von Louis Andriessen und Peter Greenaway. Uraufführung am 1. Dezember 1999 im Muziektheater in Amsterdam
- Attach für Instrumentalensemble und Soundtrack, Auftragswerk des Fonds voor de Scheppende Toonkunst, Uraufführung am 19. Februar 2000 mit dem Schoenberg Ensemble unter Leitung von Micha Hamel im Paradiso in Amsterdam

## Entstehungszeit zwischen 2001 und 2010
- Just before für Klavier und Soundtrack, Auftragswerk des Fonds voor de Scheppende Toonkunst, Uraufführung am 30. August 2000 vom Pianisten Tomoko Mukaiyama im Kulturhaus Felix Meritis in Amsterdam
- Solo für Percussion, uraufgeführt von Arnold Marinissen am 13. Dezember 2000 bei der Konzertreihe Uilenburger Konzerte in Amsterdam
- See-through für Orchester, Auftragswerk des Netherlands Student Orchestra (NSO) und des Fonds voor de Scheppende Toonkunst, Uraufführung am 12. Januar 2001 mit dem NSO unter der Leitung von Micha Hamel in der Petrus en Pauluskerk in Bergen
- The New Math(s), in Zusammenarbeit mit Louis Andriessen erstellte Musik zum gleichnamigen Kurzfilm von Hal Hartley, Auftragswerk von NPS Television, Besetzung: Sopran, Querflöte, Marimba, Violine und Soundtrack, Erstaufführung am 12. März 2001 im Barbican Centre in London mit Electra new music
- Above für Instrumentalensemble (Flöte, Oboe, Klarinette in B, Fagott, Trompete in C, Schlagzeug, zwei Violinen, Viola, Violoncello und Kontrabass), Auftragswerk für den Fonds voor de Scheppende Toonkunst, Uraufführung am 20. März 2001 durch das Ives Ensemble im Paradiso in Amsterdam
- Vuur [Feuer], Musiktheater für Schauspieler, Instrumentalensemble und Soundtrack, Text: Roel Adam, Auftragswerk des Huis aan de Amstel und Fonds voor de Scheppende Toonkunst, Uraufführung am 2. Juni 2001 mit dem Orkest de Volharding, der Theatre group Huis aan de Amstel, Sloteiland IJmuiden
- Here Trilogy für Sopran, Kammerorchester und Soundtrack, Auftragswerk der Eduard van Beinum foundation und der Donaueschinger Musiktage, Uraufführung am 20. Oktober 2001 bei den Donaueschinger Musiktagen mit der Sopranistin Barbara Hannigan, dem Niederländischen Rundfunkkammerorchester unter der Leitung von Peter Eötvös
- one, Kammeroper für Sopran, Video und Soundtrack, Fonds voor de Scheppende Toonkunst, Gaudeamus Foundation und des Fonds voor de podiumkunsten, Uraufführung am 12. Januar 2003 mit Barbara Hannigan im Frascati Theater, Amsterdam
- Memo für Violine und tragbaren Kassettenrekorder, Uraufführung am 6. Juni 2003 mit der Violinistin Maaike Aarts im Arnold Schönbergzaal in Den Haag
- Here (enclosed) für Kammerorchester und Soundtrack, Auftragswerk des Fonds voor de Scheppende Toonkunst und der ZaterdagMatinee, uraufgeführt am 30. März 2004 vom Niederländischen Rundfunkkammerorchester unter der Leitung von Peter Eötvös beim Budapest Spring Festival
- Second Self für Orchester und Soundtrack, Auftragswerk des Fonds voor de Scheppende Toonkunst und der Donaueschinger Musiktage, uraufgeführt am 14. Oktober 2004 bei den Donaueschinger Musiktagen mit dem SWR Orchester unter der Leitung von Roland Kluttig
- Passage, Kurzfilm, Drehbuch und Regie: Michael van der Aa, Abschlussarbeit van der Aas bei seinem Studium an der New Film Academy 2002, Musik für Klavier und Soundtrack, wird später von van der Aa in Transit verwendet, Erste Aufführung am 10. Dezember 2004 in der Vredenburg Utrecht
- Imprint für Barockorchester (Oboe, Cembalo, Orgelpositiv und Streicher), Auftragswerk der Siemens Kulturstiftung, uraufgeführt am 27. August 2005 beim Lucerne Festival vom Freiburger Barockorchester unter der Leitung von Gottfried van der Goltz
- After LifeI, Oper, Auftragswerk von De Nederlandse Opera und dem Fonds voor de Scheppende Toonkunst, uraufgeführt am 2. Juni 2006 an De Nederlandse Opera mit dem ASKO-Ensemble unter der Leitung von Otto Tausk Muziekgebouw aan ’t IJ in Amsterdam
- Mask für Instrumentalensemble und Soundtrack, Auftragswerk der Kunststiftung NRW, dem Fonds voor de Scheppende Toonkunst und Casa da Música Porto, Uraufführung am 11. Februar 2007 von der MusikFabrik unter der Leitung von Peter Rundel im WDR Studio Köln
- The Book of Disquiet, Musiktheater für Schauspieler, Instrumentalensemble (Flöte, Klarinette in B, Fagott, Trompete in C, Schlagzeug, vier Violinen, drei Violas, zwei Violoncelli und Kontrabass) und Film, Versionen in Deutsch, Englisch und Portugiesisch, Auftragswerk von Linz 2009 – Kulturhauptstadt Europas, ZaterdagMatinee und dem Fonds voor de Scheppende Toonkunst, Uraufführung am 2. Januar 2009 mit dem Bruckner Orchester Linz unter der Leitung von Dennis Rusell Davies und dem Schauspieler Klaus Maria Brandauer in Linz
- Spaces of Blank Liederzyklus für Mezzosopran, Orchester und Soundtrack, Auftragswerk des Royal Concertgebouw Orchestra, Radio France, des NDR Sinfonieorchester und des Fund for the Creation of Music, Uraufführung am 19. März 2009 mit dem Royal Concertgebouw Orchestra unter der Leitung von Ed Spanjaard und der Mezzosopranistin Christianne Stotijn im Concertgebouw in Amsterdam
- Transit für Klavier und Video, Uraufführung am 21. November 2009 beim Huddersfield Contemporary Music Festival mit der Pianistin Sarah Nicolls
- Rekindle für Flöte und Soundtrack, 2009, Auftragswerk von Kettle’s Yard mit Zuschuss für die New Music Series 2009/10 und des Fonds voor de Podiumkunsten, Martijn ten Napel gewidmet, Uraufführung am 14. Februar 2010 mit Jane Mitchell im Kettle’s Yard in Cambridge, Uraufführung der Version mit Blockflöte am 9. September 2011 bei The Night of the Unexpected mit Erik Bosgraaf im Tivoli in Utrecht
- Up-close für Violoncello solo, Streicherensemble und Film, Kompositionshjahr 2010, Auftragswerk der European Concert Hall Organization, des Fonds Podium Kunsten und von Het Concertgebouw. Geschrieben wurde das Werk für die Amsterdam Sinfonietta und die argentinische Cellistin Sol Gabetta, Uraufführung am 11. März 2011 im Konserthuset in Stockholm mit der Amsterdam Sinfonietta und Sol Gabetta.

## Entstehungsjahr 2011 bis 2020
- And how are we today? für Mezzosopran, Klavier und Kontrabass, Text: Carol Ann Duffy, Auftragswerk der Algemene Vereniging Radio Omroep für die Prinsengrachtkonzerte in Amsterdam, Uraufführung am 19. August 2012 mit der Mezzosopranistin Christianne Stotijn, dem Pianisten Joseph Breinl und dem Kontrabassisten Rick Stotijn beim Prinsengracht Festival in Amsterdam
- Miles away für Mezzosopran, Violine, Klavier und Kontrabass, Text: Carol Ann Duffy, Auftragswerk des International Chamber Music Festival Utrecht, Uraufführung am 28. Dezember 2012 beim Kammermusikfestival in Utrecht mit Christianne Stotijn, Janine Jansen, dem Pianisten Jendrik Springer, und Rick Stotijn
- Sunken Garden, Filmoper, entstanden 2011–2012, Auftragswerk der English National Opera, des Barbican Centre, des Toronto Luminato Festival, der Opéra National de Lyon, dem Holland Festival mit Unterstützung des Fonds Podiumkunsten, der Stiftung Ammodo und der Societe Gavignies, Uraufführung am 13. April 2013 mit dem Orchester der English National Opera unter der Leitung von André de Ridder im Barbican Centre in London
- Hysteresis für Soloklarinette, Kompositionsjahr 2013, Instrumentalensemble und Soundtrack, Auftragswerk der London Sinfonietta, des Ensemble musikFabrik und des finnischen Klarinettisten Kari Kriikku mit Unterstützung der London Sinfonietta Pioneers, der Kunststiftung NRW und des Fonds Podiumkunsten, Uraufführung am 1. Mai 2014 mit der London Sinfonietta unter der Leitung von des Schweizer Dirigenten Baldur Brönnimann (* 1968) und dem englischen Klarinettisten Mark van de Wiel (* 1958) in der Queen Elizabeth Hall im Southbank Centre in London
- Violinkonzert, 2014, Auftragswerk des Royal Concertgebouw Orchestra und des Bergen Philharmonic Orchestra. Geschrieben für Janine Jansen. Uraufführung am 6. November 2014 im Concertgebouw in Amsterdam mit dem Royal Concertgebouw Orchestra unter der Leitung von Vladimir Jurowski und Janine Jansen
- Blank Out, Kammeroper für Sopran, Bariton (Film), Chor (Film), Surround Soundtrack und 3D-Filmprojektion, Auftragswerk der Nationale Opera in Amsterdam, des Lucerne Festival, des Teatro dell’Opera di Roma mit finanzieller Unterstützung des Niederländischen Kammerchors, der Stiftung Ammodo, des Fonds Podiumkunsten und des Amsterdams Fonds voor de Kunst, Uraufführung am 20. März 2016 der National Opera in Amsterdam mit der schwedischen Sopranistin Miah Persson und dem britischen Bariton Roderick Williams, Baritone im Muziekgebouw aan 't IJ in Amsterdam
- Reversal, Ballett, 2016, Auftragswerk des Bundesjugendorchesters und des Bundesjugendballetts, Uraufführung am 12. Januar 2017 mit dem Bundesjugendorchester unter der Leitung von Alexander Shelley und dem Bundesjugendballett in einer Choreographie von Andrey Kaydanowsky in der Marienkirche in Lübeck.
- Shelter für Chor a cappella, Kompositionsjahr 2017, Text: Tehillim Kapitel 5, Auftragswerk des Niederländischen Kammerchors für das Projekt 150 Psalms, Uraufführung am 2. September 2017 mit dem Niederländischen Kammerchor unter der Leitung von Peter Dijkstra beim Festival Oude Muziek in Utrecht
- Dormant, Uraufführung am 20. April 2018 mit dem Klarinettisten Lars Wouters van den Oudenweijer, dem Cellisten Mick Stirling und Michel van der Aa (Gitarre), im Muziekgebouw aan ’t IJ in Amsterdam
- New Work, Uraufführung am 20. April 2018 mit Wende Snijders und Michel van der Aa (Gitarre), im Muziekgebouw aan ’t IJ in Amsterdam
- akin, Doppelkonzert für Violine, Violoncello und Orchester, entstanden 2018–19, Auftragswerk des Royal Concertgebouw Orchestra und der Kölner Philharmonie mit finanzieller Unterstützung des Fonds Podiumkunsten und der Ernst von Siemens Musikstiftung für Patricia Kopatchinskaja und Sol Gabetta, Uraufführung am 9. Mai 2019 in der Kölner Philharmonie mit Patricia Kopatchinskaja, Sol Gabetta und dem Royal Concertgebouw Orchestra unter der Leitung von Peter Eötvös
- Eight, Virtual reality installation, für Mezzosopran, Kindersopran, Schauspielerin und Chor, Auftragswerk des Holland Festival, des Festival d’Aix-en-Provence, der Kunstfestspiele Herrenhausen, des Beijing Festival und des Helsinki Festival mit finanzieller Unterstützung des Fonds Podiumkunsten, Stimuleringsfonds Creatieve Industrie, des Amsterdams Fonds voor de Kunst, des Niederländischen Kammerchors, des Gieskes-Strijbis Fonds, der Stiftung Ammodo und der doubleA Foundation. Uraufführung am Virtual Reality installation. Uraufführung am 5. Juni 2019 mit Kate Miller-Heidke, dem Niederländischen Kammerchor im BAM Saal im Muziekgebouw aan 't IJ in Amsterdam
- Shades of Red für Instrumentalsensemble und Soundtrack, 2020, Auftragswerk der Kölner Philharmonie (KölnMusik) für das non bthvn project 2020, der London Sinfonietta und des niederländischen Kammerorchesters ASKO|Schönberg, Uraufführung am 22. September 2022 mit dem Ensemble MusikFabrik unter der Leitung von Johannes Fischer in der Kölner Philharmonie
- Upload, Filmoper, Entstehungszeit 2019–2020, Auftragswerk der Dutch National Opera, der Kölner Oper, der Bregenzer Festspiele, der MusikFabrik, der Park Avenue Armory und der doubleA Foundation. Uraufführung am 29. Juli 2021 bei den Bregenzer Festspielen mit der US-amerikanischen Sopranistin Julia Bullock (* 1987), dem britischen Bariton Roderick Williams und dem Ensemble MusikFabrik unter Leitung von Otto Tausk

## Entstehungsjahr ab 2021
- The book of Winter, Kammermusiktheater, 2021–2022, basierend auf Der Mensch erscheint im Holozän von Max Frisch. Auftragswerk der Biennale di Venezia, Ensemble Modern, Muziekgebouw aan 't IJ, Amsterdam Sinfonietta, November Music, Philharmonie Köln, Hong Kong Arts Festival und Tongyeong Festival. Uraufführung am 19. September 2022 im Teatro Goldoni, Biennale Musica, Venedig, mit Samuel West (live), Timothy West (Film), Mary Bevan (Sopran, Film) und Amsterdam Sinfonietta.
- From Dust, Virtual-Reality-Operninstallation, 2023–2024. Auftragswerk mit Unterstützung innovativer KI-Technologien. Komposition, Regie und Libretto: Michel van der Aa. Entwickelt in Zusammenarbeit mit dem Vokalensemble Sjaella (Viola Blache, Marie Fenske, Franziska Eberhardt, Marie Charlotte Seidel, Felicitas Erben, Helene Erben), Uraufführung am 3. Dezember 2024 im Rahmen der Immersive Tech Week, De Doelen, Rotterdam. Die 24-minütige, interaktive Installation kombiniert Musik, generative KI, Motion-Capture-Technologie und immersive Visuals. Zuschauer interagieren mit einer virtuellen Welt und gestalten die Geschichte aktiv mit.